# أسيطيل

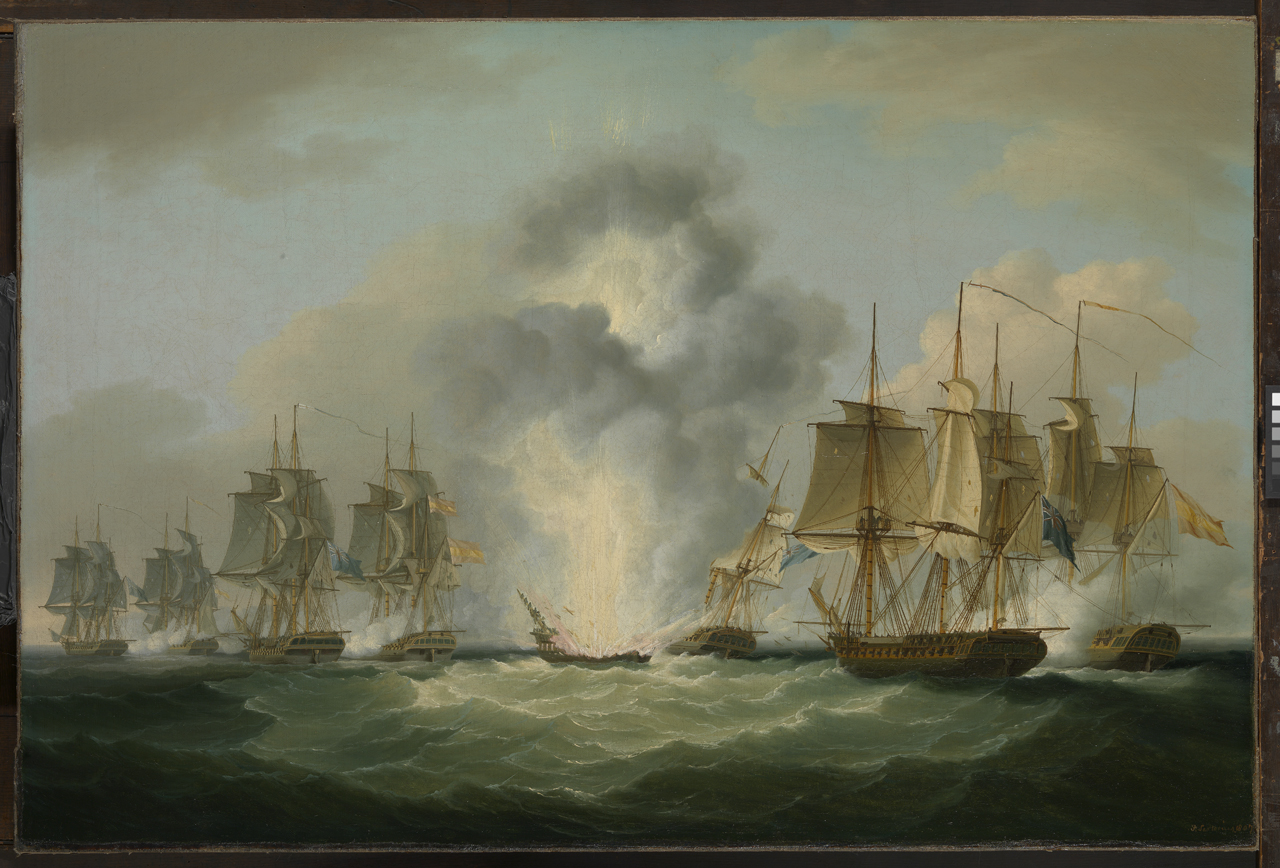

أُسَيطيل (تصغير: أسطول) أو أسطول بحري هو تشكيل صغير من السفن الحربية التي قد تكون جزءا من أسطول أكبر. يتكون الأسطول عادة من مجموعة متجانسة من نفس الفئة من السفن الحربية، مثل فرقاطات أو مدمرات أو زوارق طربيد أو غواصات أو زوارق حربية أو كاسحات ألغام. عادة ما تسمى تشكيل أو مجموعة السفن الحربية الكبيرة أسراب، لكن الوحدات المماثلة للسفن غير الرئيسية يمكن أن تسمى أسراب في بعض الحالات وأساطيل في أخرى. عادة ما تسمى التشكيلات التي تضم أكثر من سفينة رئيسية واحدة مثل البوارج وحاملات الطائرات إلى جانب السفن الأصغر ومركبات الدعم أسطول بحري، أما كل جزء تقوده سفينة رئيسية تكون سربًا أو وحدة حربية.
عادة ما يتم قيادة الأسطول بواسطة عقيد بحري أو عميد بحري أو قبطان، وهذا يتوقف على أهمية الأمر (نائب الأميرال أي لواء سيطلب عادةً سربًا). وغالبا ما ينقسم اسطول إلى اثنين أو أكثر أقسام، كل منها قد أمر من قبل كبار قائد ، ودائما ما يقرب من ملازم على أقل تقدير. غالبًا ما يكون الأسطول دائمًا وليس دائمًا.
في الأساطيل الحديثة، تميل الأساطير الصغيرة لتصبح وحدات إدارية تحتوي على عدة أسراب.  مع نمو السفن الحربية، استبدل مصطلح السرب تدريجياً مصطلح الأسطول لتشكيل المدمرات والفرقاطات والغواصات في العديد من القوات البحرية.
ليس للأسطول البحري أي مكافئ مباشر على الأرض، لكنه ربما يكون المكافئ التقريبي في القيمة التكتيكية للواء أو الفوج .

## روابط خارجية
- خفر السواحل مساعد لوس أنجلوس أسطول
- خفر السواحل مساعدة بحيرة كلارك أسطول